# Torrebarrio
 Torrebarrio (Torrobarriu en leonés) es una pequeña población leonesa (España) perteneciente al Ayuntamiento de San Emiliano. Es famosa por ser el punto principal de partida a Peña Ubiña desde la vertiente leonesa. Se encuentra a una altitud de 1260 m s. n. m. Hace años era un enclave importante para la trashumancia. Es el pueblo más grande de la Babia baja, tiene dos barrios, barrio de Arriba "Cubiechas" y barrio de Abajo "Barrio", éste, tiene casa blasonada en el Barrio de los Señores, con ermita. El barrio de abajo, está enclavado en la LE-481, y Cubiechas está enclavado en la falda de Peña Ubiña es pueblo ganadero por excelencia, las vistas hacia y desde Peña Ubiña son fascinantes, es el único pueblo de Babia, con "brañas" hay en sus terrenos una mata de haya y abedul; como especie protegida el acebo.

## Historia
En lo referente al origen del topónimo, «Torre» alude a una instalación militar, de vigilancia data tal vez de la Alta Edad Media. En los valles, pasos fáciles a la vera de los ríos y camino a los puertos se ubicaban las torres de vigía o de defensa. Esta torre de Torrebarrio se situaba sobre la misma calzada romana. «Barrio», aún viene a afianzar más la existencia de este lugar fortificado a cuyo resguardo se instalaba siempre un núcleo urbano. 
El templo parroquial de San Claudio de León está localizado en el promontorio de la peña del Castillo, cuentan que allí donde se construyó la iglesia hubo un castillo amurallado. La campana grande, de líneas que llaman «romana» dice su leyenda que se fabricó el año 1709, siendo cura don Claudio Álvarez de la Vega bajo la advocación de Jesús, María y José. Todo está cincelado en su bronce, y en latines pregona que a la voz de su sonido huyen los adversarios.
La iglesia de Torrebarrio será quizá el más bello templo de Babia. La voz de la campana grande hace referencia a una coyuntura histórica que laceró la vida de Torrebarrio. Torrebarrio, no siempre fue un lugar de paz, también sufrió en su carne el azote cruel de la sangre derramada.
Tuvo su castillo en esta «peña del Castillo», y no es extraño porque Alfonso II el Casto defendía las Asturias levantando fortificaciones acastilladas en las vías de acceso por la montaña leonesa, ya que había quedado escarmentado cuando Hixem I cae sobre Oviedo y la destruye. Alfonso II se retira a San Martín de Lodón y allí trabó combate con los agarenos, los Llodos o batalla de Lutos, en las inmediaciones del camino real que pertenece hoy al concejo de Grado, derrotando a la caballería musulmana.
Pero la insistencia mora hace nueva ofensiva al año siguiente y los agarenos al mando de Abad-al-Malik Abu al-Walid Hisham al-Rida (Hisham I de Córdoba), general de Hixem I, el año 795, pasan a cuchillo a toda la población de Torrebarrio y siguen persiguiendo a los astures hasta vencerlos en Quirós y continuar hacia Oviedo, para volver a destruir lo que se había reconstruido de la ciudad. Las mujeres de Torrebarrio fueron llevadas esclavas a Córdoba, como irían dos siglos más adelante en las treinta razzias de Almanzor llevándose prisioneras hasta cincuenta mil mujeres leonesas, que se vendían leonesas por todos los mercados o zocos musulmanes de Córdoba.
Torrebarrio es lugar de casonas de sillería; en la del escribano Álvarez de la Vega está esculpido el «Victor» de la universidad salmantina, así que tuvo que ser doctor universitario; a los pies de la atalaya de la iglesia está la casona que llaman «de los señores», aunque es dudosa la existencia de señor alguno de vidas y haciendas en Torrebarrio. Su realengo no lo permitía. Hay una leyenda que habla del feudal de Torrebarrio y la muerte de dos amantes en Peña Ubiña. No debió mantenerse esta leyenda porque no se puede imputar a un feudal en Torrebarrio ser dueño de vidas y haciendas. Aquí todos eran nobles de heredad y no había gentes de estado llano; aquí no tenían más señores que Dios y el Rey. Los habría más o menos ricos; en la casona de los señores hay blasón y cruz de Malta con capilla, pero de feudalismo nada.